# Leonid Kouravliov
Leonid Viatcheslavovitch Kouravliov (en russe : Леони́д Вячесла́вович Куравлёв), né le 8 octobre 1936 à Moscou (alors en URSS) et mort le 30 janvier 2022 dans la même ville, est un acteur soviétique et russe, membre de l'Union cinématographique de Russie.

## Biographie
Leonid Kouravliov naît le 8 octobre 1936 à Moscou, fils de Viatcheslav Iakovlevitch Kouravliov (1909-1979) et de Valentina Dmitrievna Kouravliova (1916-1993). En 1941, Leonid et sa mère sont déportés au Goulag, dans le nord de la Russie (Zacheïek de l'oblast de Mourmansk), sur de fausses accusations. Ils y vivent pendant plusieurs années.
Leonid n'est pas un élève brillant. Et surtout il n'aime pas les sciences exactes. Par boutade, sa sœur l'invite à venir étudier à l'Institut national de la cinématographie (VGIK). Cette blague a changé toute la vie de Leonid.
En 1953, le jeune homme passe le concours d'entrée au VGIK, à la Faculté des Acteurs, mais se voit recalé. Il réussit en 1955 et intègre la classe de maître de Boris Bibikov (ru) et le Théâtre national d'acteur de cinéma. Ses débuts au cinéma ont lieu alors qu'il est encore étudiant, dans une séquence du court métrage Il n'y aura pas de départ aujourd'hui d'Andreï Tarkovski.
Un demi-siècle plus tard, il a plus de 170 films à son actif.
Le 11 mars 2014, Kouravlev, avec d'autres artistes, se prononce en faveur de la politique de la fédération de Russie lors de la révolution ukrainienne de février 2014 et de la crise de Crimée, en signant une lettre ouverte publiée sur le site du ministère de la Culture de Russie.

## Filmographie

### Cinéma

#### Courts métrages
- 1959 : Il n'y aura pas de départ aujourd'hui (russe : Сегодня увольнения не будет ...) d'Andreï Tarkovski

#### Longs métrages
- 1960 : L'Aspirant Panine (Мичман Панин) de Mikhail Schweitzer : chauffeur
- 1961 : Quand les arbres étaient grands (Когда деревья были большими) de Lev Koulidjanov : Lionia[5]
- 1962 : La Troisième mi-temps (Третий тайм) : Fokine
- 1964 : Il était une fois un gars (Живёт такой парень) de  Vassili Choukchine : Pachka
- 1965 : Vremia, vperiod! (Время, вперёд!) de Sofia Milkina et Mikhail Schweitzer
- 1966 : La Grande Sœur (Старшая сестра) de Gueorgui Natanson : Volodia
- 1968 : Le Veau d'or (Золотой телёнок) [6] de Mikhail Schweitzer : Choura Balaganov
- 1969 : Non justiciable (Неподсуден) de Vladimir Krasnopolski : Sorokine
- 1970 : Le Début (Arkadi / Начало)
- 1971 : Libération (Освобождение)
- 1972 : Les Douze Mois (Двенадцать месяцев)
- 1972 : La Vie et les Aventures étonnantes de Robinson Crusoë[7] (Жизнь и удивительные приключения Робинзона Крузо)
- 1973 : Ivan Vassilievitch change de profession[8] (Иван Васильевич меняет профессию)
- 1975 : La Dernière Victime (Последняя жертва) de Piotr Todorovski : Lavr Mironytch
- 1975 : Afonia (Афоня)
- 1975 : Ce n'est pas possible ! (Не может быть!)
- 1979 : Il ne faut jamais changer le lieu d'un rendez-vous[9] (Место встречи изменить нельзя)
- 1979 : Les Petites Tragédies (en) (Маленькие трагедии)
- 1983 : Les Demidov de Yaropolk Lapchine (ru) : Menchikov
- 1983 : Nous sommes du jazz (Мы из джаза) de Karen Chakhnazarov : Samsonov
- 1984 : L'Homme invisible (Человек-невидимка, Chelovek-nevidimka) d'Aleksandre Zakharov (ru) : Thomas Marvel
- 1985 : La plus charmante et attirante ('Самая обаятельная и привлекательная') : Pacha Diatlov, collègue de Nadya, employé du SRI
- 1986 : Le Gaucher[10] : Alexandre Ier, tsar de Russie
- 1986 : Le XXe siècle commence (Приключения Шерлока Холмса и доктора Ватсона: XX век начинается)
- 1988 : Zone interdite (Запретная зона) de Nikolaï Goubenko : Georgy Semyonovich Prokhorov, fils d'un soldat de première ligne handicapé
- 1992 : À Odessa, il fait beau, mais il pleut à Little Odessa[11] : Mikhaïl Gorbatchev, Président de l'URSS
- 1994 : Le Maître et Marguerite de Iouri Kara (Мастер и Маргарита)
- 1995 : La Demoiselle paysanne (Барышня-крестьянка) d'Alekseï Sakharov : père de Liza
- 1995 : Chirli-Myrli (Ширли-мырли) de Vladimir Menchov : ambassadeur américain
- 1998 : The Stringer de Paweł Pawlikowski : Mitiaguine
- 2005 : Le Gambit turc[12] : un major

### Télévision
- 1973 : Dix-sept Moments de printemps (Семнадцать мгновений весны) de Tatiana Lioznova : Obersturmbannführer-SS Kurt Eismann

## Distinctions
- Artiste émérite de la république socialiste fédérative soviétique de Russie : 1965
- Artiste du peuple de la RSFS de Russie : 1976
- Ordre du Mérite pour la Patrie
- Ordre de Saint-Alexandre Nevski : 2006[13]
- Ordre de l'Insigne d'honneur : 2012[14]